# AV男優
AV男優（エーブイだんゆう）とは、アダルトビデオに、主に性行為をする者として出演している男優である。過去にはサオ師とも呼ばれていた時期があった。

## 概要
AV女優が「セックス時の反応を表現することで主役になる」のだとすれば、AV男優は「撮影や映像作りの流れをリードする」のが役目である。主役がAV女優である以上、AV男優はその女優の性交時の反応（演技を含む）を引き出す側に徹することが多い。明るいライトに晧々と照らし出され、大勢のスタッフ（AV監督、カメラマン、音声スタッフ、スチールカメラマンなど）がいる中で「見せるための性交」をせねばならないので、自分が満足するための性交ができないことも多い。AV男優のしみけんは「（男優）個人の欲を満たすために存在する職業ではない」と言及している。
1980年代のAV男優は、一般の俳優上がりのAV男優が多く、清水大敬・山本竜二らはその代表例である。当時はジャケット裏にAV男優の顔が映っており、さらにAV男優名がクレジットに載せられていたが、現在では男性向けAVにおいては男優名がクレジットされることはほとんどない。ただし2010年代から現れ始めた女性向けAVでは男優名をクレジットすることが増え、彼らは男優ではなく「エロメン」と呼称される。
AV男優のルックスについては、イケメン系・個性派俳優系など多岐にわたる。身長も高身長から低身長、体格も肥満体型からスリム体型、さらに年齢層も若者から高齢者と多種多様である。これは、出演するAV女優や作品の設定によって求められる男優像が大きく異なるためである。また、しみけんによると、かつては日焼けして色黒なAV男優が多かったが、これは、日光に当たるとテストステロンが増加し勃起しやすくなるためである。
近年は鈴木一徹、月野帯人などイケメン系の若手男優が注目されているが、彼らの多くは20代前半でデビューして3年以上のキャリアを積んでから注目されるのが一般的で、若手AV女優に比べると年齢層は高い。鈴木や月野などのように、40歳以上の男優が若手扱いされているところからもAV男優の平均年齢が高いことが窺える。
推定8000～10000人ともされる現役AV女優に対して、現役AV男優は約150～200人ほどで、その内、アルバイトなどをせずにプロのAV男優として生計を立て、認知されている者は約30～40人ほどとされている。トップクラスのAV男優の年収は1000万円以上になり、高級マンションに住み、高級車に乗る生活を送っている者もいるが、大半のAV男優が消えていく。また、あるきっかけで一気に売れっ子になったことにより、金銭感覚が崩壊してしまう男優も多いという。年に数千人がデビューしては消えていくAV女優と比べ、一定の実績や女優からの信頼関係や現場からの評価を積み上げればそれなりに長く活躍できるが、それでも10年以上現役で一流とされるAV男優は十数人程でしかない。2014年の水野サオリの取材では月産4500本（日産150本）を約70人で担当していると記述している。
AV男優のしみけんは稼いだ、という基準はあくまで人それぞれの価値観によって異なると前置きしながらも、「サラリーマンで確定申告の義務が発生する2000万以上を稼ぐという基準にするならば、70人いるうちの5人くらいが稼げている」職業であり、一般的には稼げない職業であると言及。性に対する好奇心、探究心、研究心がないと続かない職種であると解説した。

## 歴史

### 1980年代
1982年、裏ビデオ『洗濯屋ケンちゃん』が発表される。主人公は男性で、久野一之が演じた。1980年代の男優は一般の俳優上がりが多かった。例えば、栗原良は大野剣友会所属で、戦隊もののモモレンジャーの着ぐるみを着ていた。清水大敬は黒澤明の『影武者』に出演している。山本竜二は嵐寛寿郎の甥で、血筋としては俳優のサラブレッドである。この時代は本番行為はあまり行われておらず、秋吉宏樹のように本番NGの男優もいた。80年代は女優の過激なプレイが一般的ではなく、フェラチオをするのが精いっぱいだった。女優に特色が付けづらい分、女優を生かすために、男優が個性を出すことが求められた。逆に言えばこの時代は男優で売っていた時代で、続く90年代と合わせて男優の黄金時代とも言える。この時代は、AVのジャケット裏に男優も名前と顔写真が掲載されていた。
1987年に平本一穂がAV男優事務所「セイリオス」を設立。これは若手AV男優のサークルとしても機能しており、その中から、やがて「ナンパの帝王」と呼ばれる島袋浩が育っていった。

### 1990年代
1990年、樹まり子が素人男性と絡む人気シリーズ『男優さん、いらっしゃい』に、当時まだ一般人だったチョコボール向井が登場する。これは男優界にとってターニングポイントとなった。当時、中肉中背が基本だった男優界に大きな筋肉を持つ男優が登場した為である。チョコボール向井は、彼メインの企画が制作されるほど高い人気を獲得した。今現在、一般的にイメージされる典型的なAV男優像は、彼のそれである。1995年頃、80年代に二枚目役として出演していた加藤鷹が、潮吹き作品で取り上げられるようになる。元々、潮吹きは吉田潤が有名であったが、95年頃に麻生早苗や細川百合子などの女優が登場し、潮吹きブームが起こると、吉田はあまり注目されず、イケメンだった加藤にポジションを奪われた。
90年代にナンパ作品が制作されるようになった。1993年から始まった沢木和也と剣崎進の『ナンパ帝国』シリーズや、『島袋浩のザ・ナンパスペシャル』が有名である。そこでは、キャラクターが立っていて、トークやナンパも出来る男優が育ってきた。また、90年代の早い時期にお色気番組『ギルガメッシュナイト』が始まり、飯島愛などの女優のアイドル化が進んだ。それと同時に、チョコボール向井を始めとする男優の人気も上がっていった。1994年には、1人の女優を10人の有名男優が責める『人間廃業』シリーズが制作された。
90年代後半からソフト・オン・デマンド、シャトルジャパン、ワープ、アタッカーズなどレーベルからセル作品が台頭を始める。美女が大量のゴックンをするなどハードなプレイをする作品が出回り始めた。その当たりから汁男優が登場し、「顔のない男優」が台頭してきた。

### 2000年代
この時代は、AV男優にとって冬の時代と言える。1990年代までは女優を覚醒されるのは、男優の役割であったのに対し、ソフト・オン・デマンドをはじめ企画系作品でセルを売るのが主流になると、企画で女優を覚醒させるようになった。すると、個性の強い男優は不要となり、チョコボール向井や加藤鷹などの一握りの有名男優とイケメン男優の時代となった。2000年に及川奈央がデビューして以降、美人女優が急増した為、対比的に吉村卓などのキモメン男優が重用されたが、それはあくまでも例外である。また、主観タイプの映像が主流となったこともあり、魅力的な体を持つ男優が使われるようになった。男性が見ていて不快感を起こさない程度の細マッチョな男優である。その代表格が、しみけん、戸川夏也、黒田将稔である。ベテラン勢ではチョコボール向井や加藤鷹が残っていた。加藤はドグマやエクソシスターズなどのスカトロ作品に出演するなど仕事の仕方が変わっていった。
1998年にイケメンの南佳也が登場し活躍した。女優から指名を受けることもあり、美形女優のデビュー作の相手は大抵南であり、「南なら顔射や口内射精OK」という女優も存在したほどだった。

### 2010年代
この時代を代表する男優は、しみけんである。容姿・筋肉などこれまでの男優の良い点を合わせた存在とされる。彼のハメ撮り作品は高い人気を得ている。
2008年、女性向けAVメーカーシルクラボが登場。ここに出演する男優は「エロメン」と呼ばれる。同メーカーの初期からの出演者である一徹、月野帯人、ムーミン（現・ムータン）を合わせて「エロメン三銃士」、そこに志戸哲也を加えて、「エロメンカルテット」と呼ばれる。この後を追う男優として倉橋大賀、有馬芳彦などがいる。シルクラボは、「専属男優」というシステムを作り、2012年に一徹と専属契約を結んだ。男優の専属契約は業界初であり、業界を超えて注目を集めた。彼らはそれまでのAV男優のように日焼けした強靭な肉体を持たず、肩幅も狭ければ胸板も厚くない。その代り、彼らは、しなやかに長い手足と美しい白い肌を持ち、アイドル並みに綺麗な顔をしている。
2013年、AV男優の本音に迫ったドキュメンタリー映画『セックスの向こう側〜AV男優という生き方』が公開される（監督は髙原秀和、えのき雄次郎）。出演者は日比野達郎、速水健二、山本竜二、平口広美、加藤鷹、栗原良、平本一穂、島袋浩、田淵正浩、トニー大木、ミートボール吉野、森山龍二、吉村卓、黒田将稔、しみけん、鳴沢賢一、阿川陽志、森林原人、沢井亮、平井シンジの20名。
2014年4月1日に、森林原人が発起人となり日本AV男優協会が設立される。性病の認知などの主目的を達成できたため、2014年10月8日に解散。

### 2020年代
新型コロナウイルスの罹患、また2022年に施行されたAV出演被害防止・救済法の対策（1か月前の契約が必須となり、病欠などを考慮）として替えの男優を事前に用意するリザーブ男優がほぼすべての撮影現場でシステム化された。事前に差し替え要員として契約し、なにもなくてもギャランティーが発生する（ただしスケジュールは抑えられてしまう上、女優都合などでバラシとなる可能性も多くあり、その場合はギャラの発生はない）。2023年12月時点では契約の仕方と現場の工夫でリザーブ男優という契約は回避されるようになった。
2021年より東京スポーツにて向理来、つかさ、ニック、結城結弦によるリレー形式のインタビュー連載「新しいカギ/AV男優第七世代」が開始された。
AV業界で働く男優のための統一団体「日本適正男優連盟（JPAL）」が2022年9月1日、桜井ちんたろうを発起人として発足された。発足のきっかけは男優はほぼ全員がフリーランスであり、AV出演被害防止・救済法による影響を受ける中、男優側も団結する必要性があったためとしている。また、これまでは女優が主役で男優はオマケでよかったものが、新法成立により（作品取り下げの権利関係などが）同一の立ち位置になってしまった。女優側の協会など、各種団体との情報共有の必要性を感じたからだと述べている。
2019年の「チクシャ」作品ヒットによりロリ系美少女がM男優を責める「甘サド」「メスイキ」ブームが起こると、なよなよした細身のM系男優の需要が高まり、さもあり作品に出演しているトイボーイ相沢は他の監督もこぞって起用、2023年には一気にトップ男優に食い込んだ。

## デビューから引退まで
- 大手AVメーカー（MOODYZなど）には「汁男優友の会」が存在する場合もある。女優と異なり、基本的にプロダクションはないため、汁男優から男優仲間や監督を伝い仕事を増やし、キャリアを積んでいく。遅漏でも早漏でも問題なく、必要な技術があるとすれば、秒でブラを外す[25]、秒でよだれを作る[25]、秒でコンドームを付けること[25]。
- 常にベストな仕事（芝居・絡み・射精）を求められるため、スポーツ選手並みの体調管理が必要である。更にいかなるAV女優とでもいい絡みが出来、撮影進行や画角を考え、常に撮影がスムーズに進行出来るようにするためのホスト並みの気配りが要求される。また性感染症の危険性もあるため、多忙の男優は性病検査（尿検査と血液検査の2つ）を頻繁に行っている。
- ベテラン男優になると新人女優を相手することも多くなることもあり、撮影上の進行役を任されることが多く、セックスシーンではベッド上の動きや体位の流れを把握する必要性がある[26]。
- AV男優としての寿命は人それぞれで、数作程度で消える者から20数年以上活動する大ベテラン者もいる。AV男優からAV監督やスタッフに転じる場合もある。

## 仕事
- AV女優はAV男優を指名出来るが、AV男優がAV女優を指名することは出来ない。印象や体の相性が良い、話が合ってやりやすいなどの理由で、人気AV女優から男優が指名されることもある。逆の理由でNG男優が指名されることもある。面識のないAV女優からNG男優にされることもある[3][27]。作品によっては、ニューハーフ、男性（ゲイビデオ）と絡むケースもある[28]。しみけんは「（スカトロやSM、逆アナルなどの特殊性癖作品を除けば）メーカーにも女優にも選ばれる側の職業」と述べている。
- かつてはしみけん、山本竜二のように下積み時期にスカトロ作品に出演。食糞するケースも多々あった[28]。
- AV女優とプライベートな関係になると、プロダクションからNG男優に指定されることもある[29][30]。AV女優に手を出すAV男優はメーカーからも嫌われ、起用禁止の達しがでて事実上の出入り禁止になる[31]。一方で女優に嫌われないような適度なコミュニケーション能力も必要である[29]。
- AV男優は一日数回の射精を数日間の撮影期間中続けるだけの体力と勃起力[32]、そして、射精時にはある程度の精液量を出すことが求められる場合もある。男優の阿川陽志は1か月72現場（すべて絡みあり）72射精以上という経験をしている[33]。
- AV女優の小倉由菜はAV男優のプロフェッショナルな点は性的なテクニックではなく、多くのことを同時にできる（体位変更の進行、カメラ位置の把握と性交など）器用さと清潔さにあると述べている[26]。
- 人気AV男優は多くの現場をこなすため、バイアグラなどに頼る男優もいる[34][35]。
- 向理来によれば特殊技能を求められる職種であるが、まったく応用が利かない。また狭い業界なので売れる（ピックアップされる）のも一瞬だが、干されるのも一瞬の、（制作メーカーや女優との）日々の信用だけでつながっている仕事とのこと[36]。

## ギャラ
- 汁男優を卒業した男優たちのギャラは、一現場1万円〜2万円である。キャリア5年以上で出演本数が200本以上になると一現場3万円〜4万円、キャリア10年以上で出演本数が2000本以上のトップAV男優は一現場約5万円ほどである[37]。

## 一般芸能界との関連
- かつては売れない役者が兼業するパターンが多く、のちに専業の男優が誕生した。このためAV男優や過去にAV男優を経験した人物が、後に役者に転身し、一般向けの映画やテレビドラマに出演することがある（樹カズのようなバンドマンとして活躍するケースもある）。
- 日本のAV男優では加藤鷹の知名度が高く、「AV男優」の肩書きで数多くのマスメディアに登場している。このほか、田口トモロヲ、山本竜二、清水大敬らは俳優として一般向け作品でも幅広く活躍している。特に田口に関しては、最近では俳優として活動が主となっている。
- 2017年にはAV男優をテーマに、男優が本人役を演じたヒーロードラマ『マグマイザー』が放送された。

## 日本のAV男優一覧
（引退済みの人物を含む）

## 海外のAV男優一覧

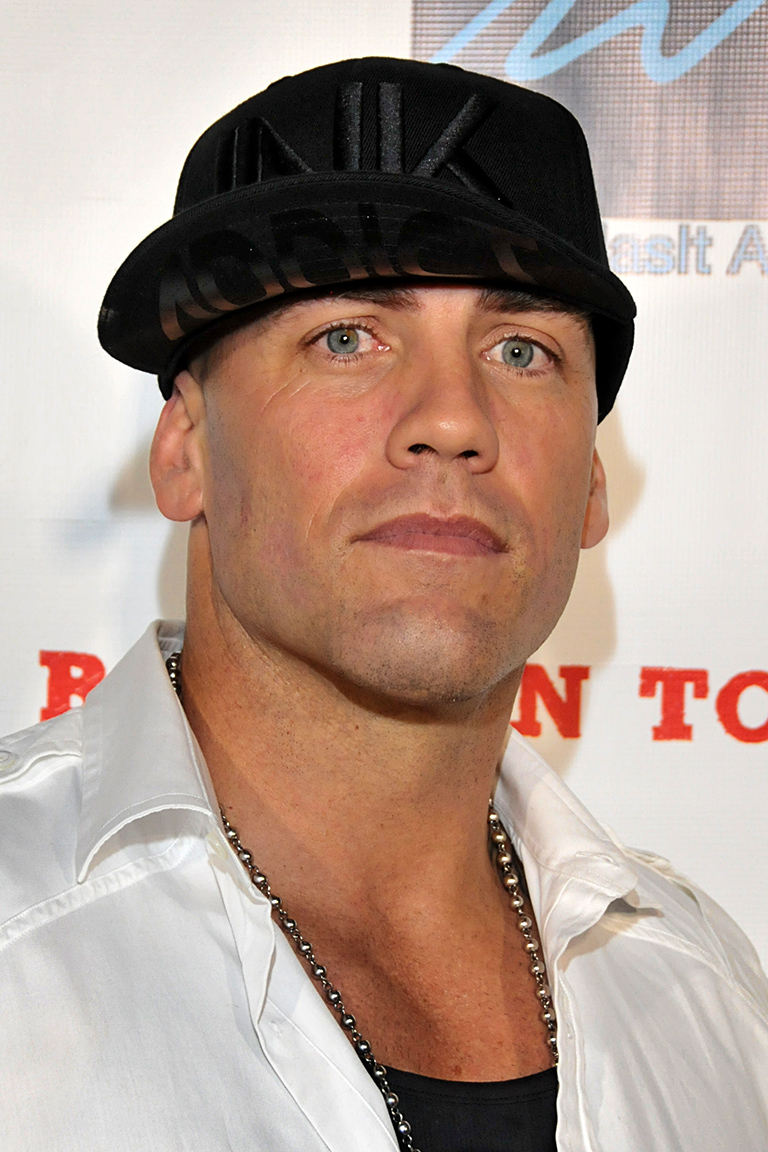
デリック・ピアス

- ロッコ・シフレディ
- ショーン・マイケルズ
- ザンダー・コルヴァス
- デリック・ピアス
- ロッド・フォンタナ
- ミスター・マーカス